# Rumen Radev
Rumen Georgiev Radev (bulgarsk: Румен Георгиев Радев; født 18. juni 1963 i Dimitrovgrad) er en bulgarsk politiker, der er Bulgariens nuværende præsident siden januar 2017.